# Wasserfreunde Spandau 04
Die Wasserfreunde Spandau 04 sind ein Berliner Sportverein in Spandau. Der 1904 gegründete Verein hat gegenwärtig etwa 3500 Mitglieder.
Bekannt sind sie insbesondere durch ihre Wasserball-Mannschaft der Männer, die deutscher Rekordmeister ist. 
1985 war das erfolgreichste Wasserball-Jahr des Vereins. Neben Deutscher Meisterschaft, Deutschem Pokal und Deutschem Supercup gewann der Club auch den Europapokal der Landesmeister sowie den Europäischen Supercup.
Seit 1997 konnten auch die Schwimmer bei Europa- und Weltmeisterschaften Erfolge erzielen. 

## Geschichte
Die Wasserfreunde entstanden aus den beiden Stammvereinen SC Spandau 04 (Gründungsdatum 12. Juni 1904) und Spandauer Wasserfreunde (Gründungsdatum 26. Juni 1911). Beide Vereine gewannen bis 1963 zahlreiche Deutsche Meisterschaften im Schwimmen und Wasserspringen. 1976 erfolgte die Fusion beider Vereine. Seitdem erzielten die Wasserfreunde Spandau 04, so der Name des fusionierten Vereins sowohl im Schwimmen, im Modernen Fünfkampf als auch im Wasserball zahlreiche Erfolge. 
Die Erfolgsbilanz weist bis heute rund hundert Deutsche Meisterschaften und Titel im Schwimmen, Turmspringen und Wasserball auf. Dazu kommen für die drei Disziplinen zehn Europameisterschaften und eine Weltmeisterschaft zusammen.

## Verein

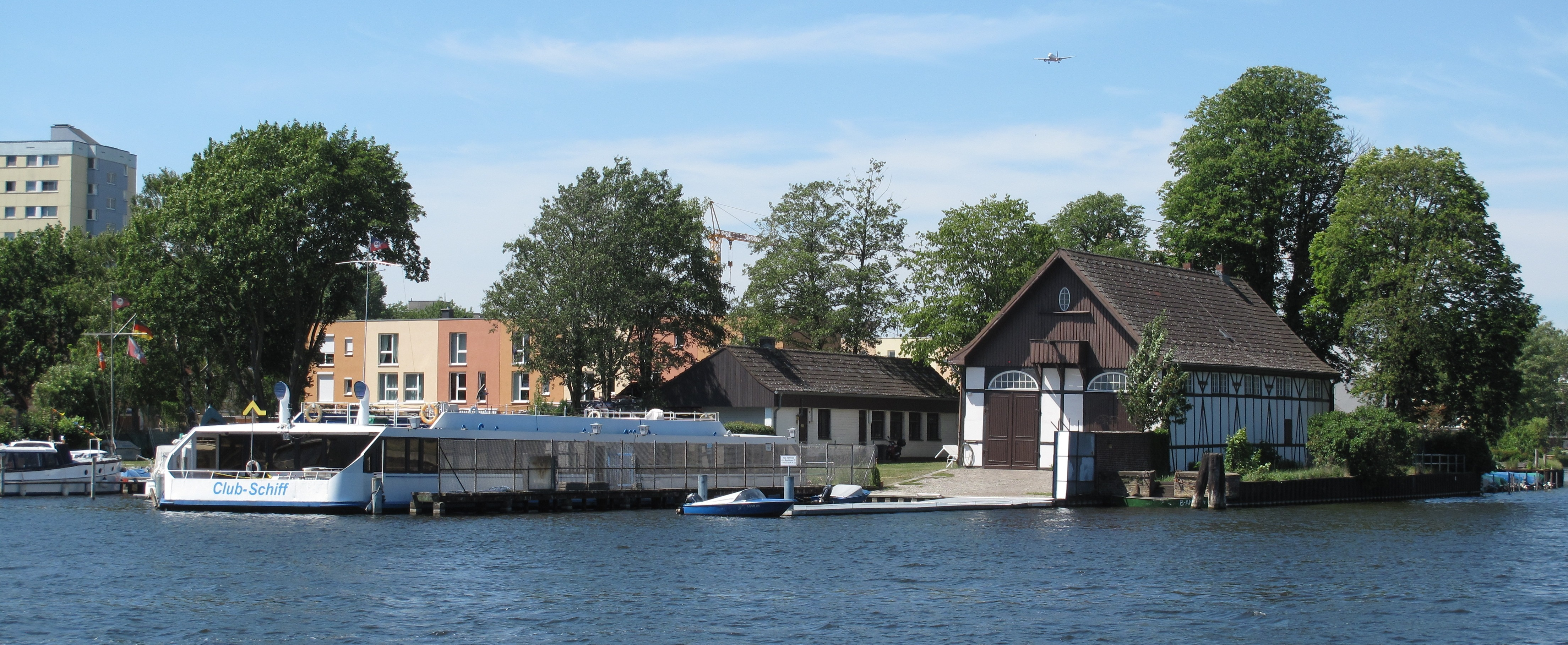
Clubschiff und Bootshaus Nord an der Havel/Nordhafen Spandau

### Präsidenten
Zwei Präsidenten prägten bisher die Ära der Wasserfreunde: Norbert E. Kusch, Rechtsanwalt und Notar (1976–1996) und Hagen Stamm, ehemaliger Wasserballspieler und Geschäftsmann (seit 1996 im Amt). 

### Abteilungen
- Schwimmen
- Wasserball
- Moderner Fünfkampf
- Tauchen
- Bootssport
- Tennis
- Sportfischen

## Schwimmen
Bereits 1912 war der SC Spandau 04 bei den Olympischen Spielen von Stockholm durch den Rückenschwimmer Paul Kellner vertreten, der die Bronzemedaille über 100 Meter errang und 1913 den Titel eines Deutschen Meisters über 200 Meter gewann. Zwei Silbermedaillen gab es 1936 bei den Olympischen Spielen von Berlin durch Inge Schmitz und Ursula Pollack in der Freistilstaffel. Ursula Pollack krönte ihre internationale Karriere als dreifache Studentenweltmeisterin bei den Weltspielen 1939 in Wien über 100 m Kraul, 200 m Brust und 100 m Rücken. Zahlreiche Erfolge bei den deutschen Titelkämpfen sicherten Spandau im Jahr 1937 Platz 3 in der Vereinsmeisterschaft, das steigerte sich 1939 zu Platz 2 und fand 1940 seine Krönung mit Platz 1 in Deutschland. 

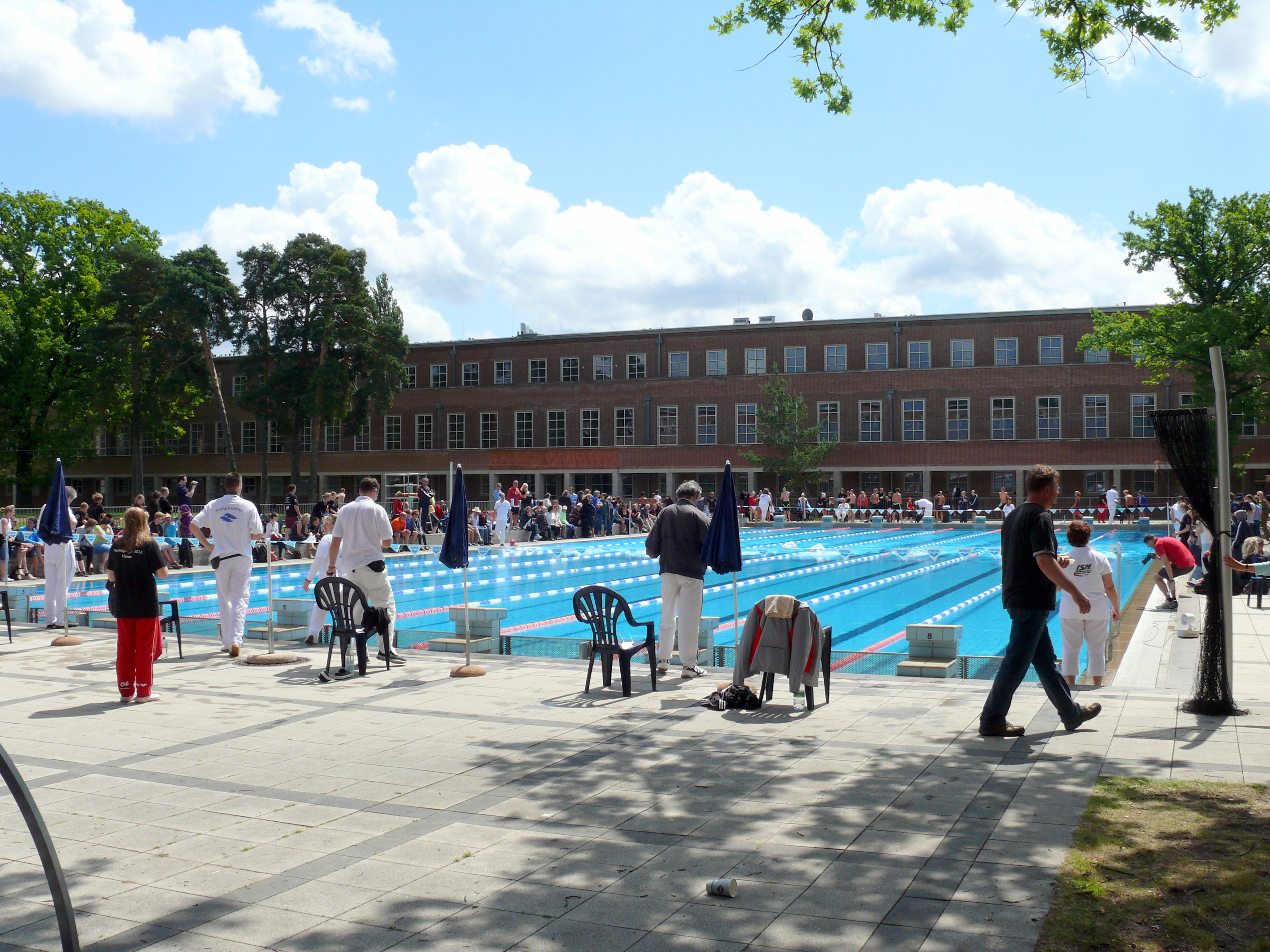
Schwimmbecken im Deutschen Sportforum

Mit der Isolierung von West-Berlin nach 1945 konnte Spandau für lange Jahre den Anschluss an die nationale Spitze nicht wieder schaffen. In diese Zeit fiel nur eine einzige Meisterschaft.

### Schwimmabteilung heute
Die Spitzenschwimmer trainieren vorwiegend im Forumbad des Deutschen Sportforums am Berliner Olympiastadion. Zweimal wöchentlich wird auch ein Frühtraining ab 6:00 Uhr angeboten. 
Die Cheftrainer der Bundesligamannschaft sind Renate Stamm und Ariel Rodriguez (Stand: 2018).
Bei den Titelkämpfen im Schwimmen der Saison 2006/2007 starteten die Herren der Wasserfreunde Spandau 04 in der 1. Bundesliga. 
Die Damenmannschaft startete 2019 in der 1. Bundesliga. 

## Wasserball
Von 1922 an, seit der ersten Berliner und Brandenburger Wasserballmeisterschaft für den SC Spandau 04, gehörten die Spandauer Clubs „04“ und „Wasserfreunde“ jahrelang zu Mitbewerbern bei den Spielen um die Deutsche Meisterschaft. Bei den 1922 in Berlin ausgetragenen Deutschen Kampfspielen, eine Art „Deutsche Olympische Spiele“, errang der SC Spandau 04 einen 4. Platz. In der Deutschen Meisterschaft 1922 drang Spandau bis ins Halbfinale vor. Im Jahr darauf 1923 schaffte „04“ mit einem 3. Platz seine beste Platzierung zwischen den Weltkriegen. Für den Olympiakader 1928, 1932 und 1936 wurden jeweils Spandauer Spieler abgestellt. Sie fanden aber wegen der Blockbildung aus Spielern der Meister Hellas Magdeburg und Wasserfreunde Hannover für die Nationalmannschaft keine Berücksichtigung. Nach dem Zweiten Weltkrieg litt Berlin lange Jahre unter dem „Inseldasein“. Gute Spieler, so der Spandauer Torwart Günter Heine, der 1952 Olympiateilnehmer wurde, wanderten nach Westdeutschland ab.
Ende der 1960er Jahre wurde der Wasserballsport in Berlin durch die Verpflichtung des kroatischen Trainers Alfred Balen auf höchstem Niveau wiederbelebt. In Zusammenarbeit mit Spandaus Olympiateilnehmer Wolf-Rüdiger Schulz (Mexiko 1968), dessen Berufung an einen kurzzeitigen Wechsel zum Meister SC Rote Erde Hamm geknüpft war, konnte Berlin zur deutschen Wasserballhochburg aufgebaut werden. In 1976 führte die Fusion der beiden Spandauer Vereine zum neuen Club Wasserfreunde Spandau 04 zu einem beispiellosen sportlichen Höhenflug. Ab 1979 fielen Meisterschaft und Pokal in nie dagewesener Regelmäßigkeit an Spandau.

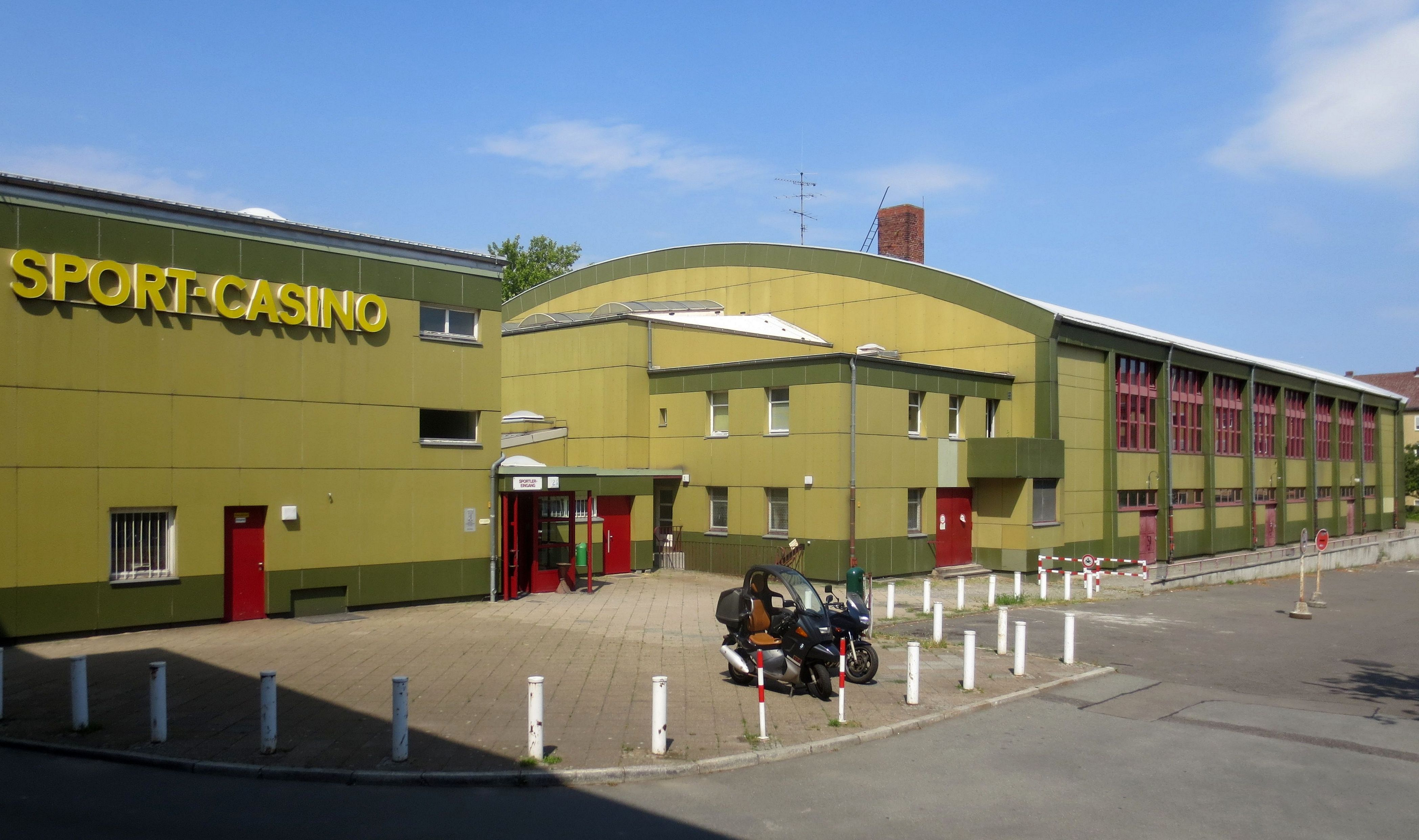
Sporthalle Schöneberg

1985 war das erfolgreichste Wasserball-Jahr des Vereins: Neben Deutscher Meisterschaft, Deutschem Pokal und Deutschem Supercup gewann der Club auch den Europapokal der Landesmeister sowie den Europäischen Supercup.
Um der gesonderten Stellung im nationalen Wasserball gerecht zu werden, existiert seit Februar 2012 eine neue Internetpräsenz, die alle Infos rund um die 1. Mannschaft liefert.

### Spielstätte
Die Bundesliga-Mannschaft trägt ihre Heimspiele gegenwärtig in der Sport- und Lehrschwimmhalle im Sportzentrum Schöneberg aus. Seit 2019 wird eine neue Wasserballarena in Spandau geplant.

### Erfolge Männer

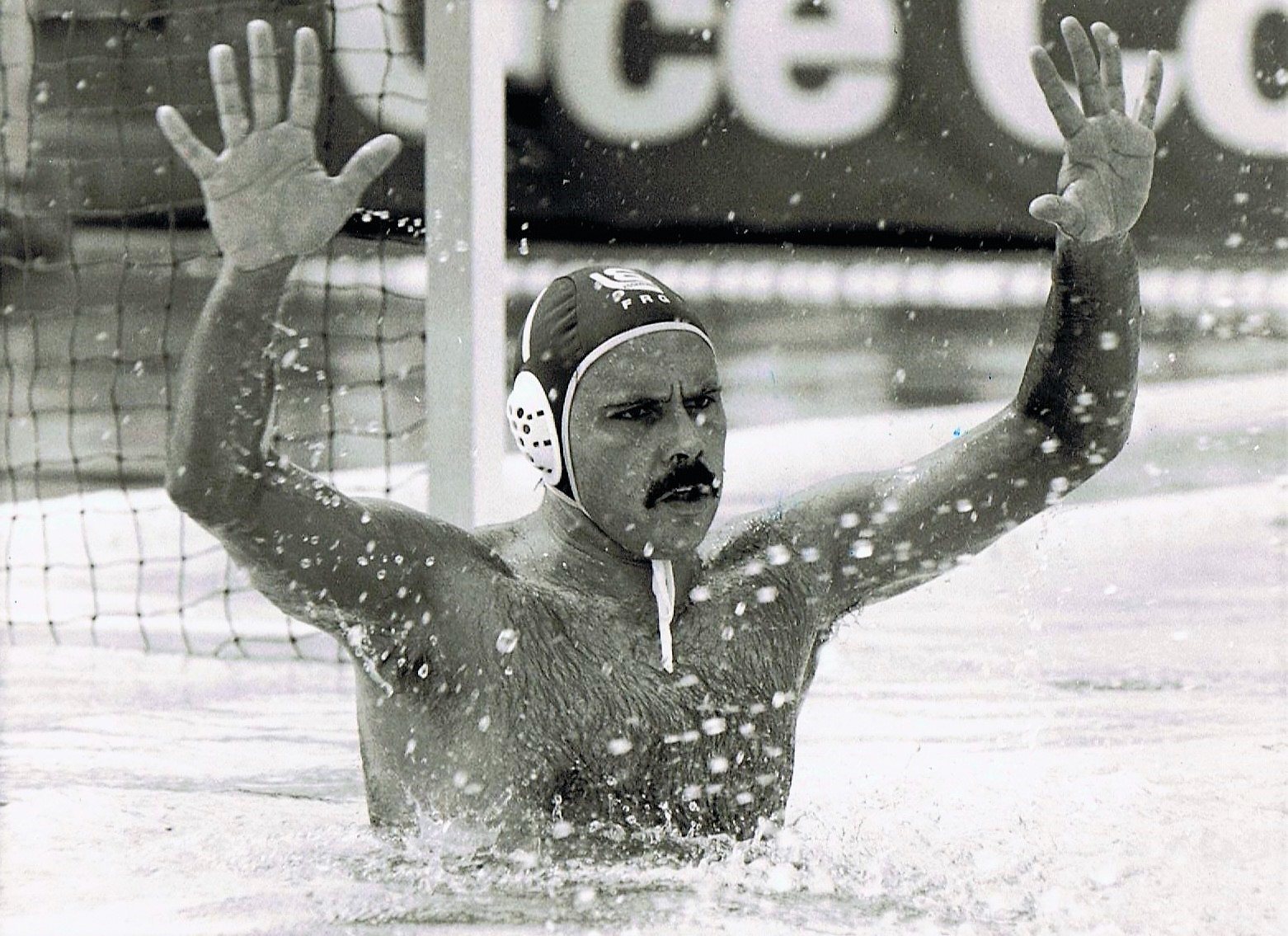
Peter Röhle, 18-maliger Deutscher Meister

- Deutsche Meisterschaft (38): 1979, 1980, 1981, 1982, 1983, 1984, 1985, 1986, 1987, 1988, 1989, 1990, 1991, 1992, 1994, 1995, 1996, 1997, 1998, 1999, 2000, 2001, 2002, 2003, 2004, 2005, 2007, 2008, 2009, 2010, 2011, 2012, 2014, 2015, 2016, 2017, 2019, 2023
- Deutscher Pokal (32): 1979, 1980, 1981, 1982, 1983, 1984, 1985, 1986, 1987, 1990, 1991, 1992, 1994, 1995, 1996, 1997, 1999, 2000, 2001, 2002, 2004, 2005, 2006, 2007, 2008, 2009, 2011, 2012, 2014, 2015, 2020, 2024
- Deutscher Supercup (18): 1979, 1980, 1981, 1982, 1983, 1984, 1985, 1997, 1999, 2001, 2002, 2003, 2014, 2015, 2016, 2021, 2022, 2023
- Europapokal der Landesmeister (4): 1982, 1984, 1985, 1988
- Europäischer Supercup (2): 1985, 1986

### Erfolge Frauen
- Deutsche Meisterschaft (3): 2019, 2021, 2022, 2023, 2024
- Deutscher Pokal (5): 2019, 2020, 2021, 2022, 2023, 2024
- Deutscher Supercup (3): 2019, 2022, 2024[2]

## Besonderheiten
Yusra Mardini flüchtete von Syrien 2015 nach Berlin und trainierte seitdem als Schwimmerin bei den Wasserfreunden Spandau 04. Für das Team Refugee Olympic Athletes nahm sie an den Olympischen Sommerspielen 2016 teil. Die Geschichte von ihr und ihrem Trainer Sven Spannekrebs wurde 2022 in Die Schwimmerinnen verfilmt.